# Kletište
Kletište falu Horvátországban, Sziszek-Monoszló megyében. Közigazgatásilag Kutenyához tartozik.

## Fekvése
Sziszek városától légvonalban 30, közúton 50 km-re keletre, községközpontjától 7 km-re északra, a Monoszlói-hegység déli lejtőin, a Repušnica- és a Kutinec-patakok között emelkedő erdős magaslatokon fekszik.

## Története
Kletište régen a közeli Kutenya szőlőhegye volt. 1773-ban az első katonai felmérés térképén „Kletische Berdo” néven szerepel. Csak a 20. század elején kezdett benépesülni és csak 1921-től számít önálló településnek. 1900-ban 6, 1910-ben már 105 lakosa volt. Belovár-Kőrös vármegye Krizsi, majd Kutenyai járásához tartozott. 1918-ban az új szerb-horvát-szlovén állam, majd később Jugoszlávia része lett. A II. világháború idején a Független Horvát Állam része volt. A háború után a béke időszaka köszöntött a településre, enyhült a szegénység és sok ember talált munkát a közeli városokban. A délszláv háború előestéjén lakosságának 76%-a horvát nemzetiségű volt. 1991. június 25-én a független Horvátország része lett. A településnek 2011-ben 116 lakosa volt. A faluba vezető kis bekötőutat 2016-ban újították fel.

## Népesség
| Lakosság változása | Lakosság változása | Lakosság változása | Lakosság változása | Lakosság változása | Lakosság változása | Lakosság változása | Lakosság változása | Lakosság változása | Lakosság változása | Lakosság változása | Lakosság változása | Lakosság változása | Lakosság változása | Lakosság változása | Lakosság változása |
| ------------------ | ------------------ | ------------------ | ------------------ | ------------------ | ------------------ | ------------------ | ------------------ | ------------------ | ------------------ | ------------------ | ------------------ | ------------------ | ------------------ | ------------------ | ------------------ |
| 1857               | 1869               | 1880               | 1890               | 1900               | 1910               | 1921               | 1931               | 1948               | 1953               | 1961               | 1971               | 1981               | 1991               | 2001               | 2011               |
| 0                  | 0                  | 0                  | 0                  | 6                  | 105                | 24                 | 133                | 149                | 137                | 112                | 85                 | 79                 | 92                 | 120                | 116                |